# Sargon I.
Sargon I., lahko tudi Šarru-kīn I. in Šarru-ken I., je bil kralj (išši’ak Aššur, "Ašurjev upravitelj") Starega asirskega cesarstva, ki je vladal od okoli 1920 pr. n. št. do okoli  1881 pr. n. št. (srednja kronologija). Na Seznamu asirskih vladarjev je omenjen kot sin in naslednik kralja Ikunuma in oče in predhodnik kralja Puzur-Ašurja II.
Ime Sargon v akadščini pomeni "kralj je zakonit". Ime je dobil morda po Sargonu Akadskemu in morda odraža željo, da bi se poistovetil s prestižno akadsko inastijo.
Znan je po tem, da je utrdil prestolnico Ašur, sicer pa je o njem zelo malo znanega.
Na naslednjem seznamu je 41 limmujev, ki so jih izvolili vsako leto od njegovega prihoda na prestol do njegove smrti. Datiranje temelji na letu 1833 pr. n. št., v katerem je bil med uradovanjem limmuja Puzur-Ištarja dokumentiran popoln Sončev mrk.
1905 pr. n. št.  Irišum, sin Iddin-Aššurja

1904 pr. n. št. Aššur-malik, sin  Agatuma

1903 pr. n. št. Aššur-malik,  sin Enanije

1902 pr. n. št. Ibisua, sin Suen-nade

1901 pr. n. št. Bazja,  sin   Bal-Tutuja

1900 pr. n. št. Puzur-Ištar, sin Sabasije

1899 pr. n. št. Pišaḫ-Ili, sin Adina

1898 pr. n. št. Askudum, sin Lapikuma

1897 pr. n. št.Ili-pilaḫ, sin Damkuma

1896 pr. n. št. Kulali

1895 pr. n. št. Susaja

1894 pr. n. št. Amaja Orožar
  
1893 pr. n. št. Ipḫurum, sin Ili-ellata

1892 pr. n. št. Kudanum, sin   Lakipuma

1891 pr. n. št. Ili-bani,  sin Ikunuma

1890 pr. n. št. Šu-Kubum, sin Susaje 

1889 pr. n. št. Kukidi, sin Amur-Aššurja

1888 pr. n. št. Abija, sin Nur-Suena

1887 pr. n. št. Šu-Ištar, sin of Šukutuma

1886 pr. n. št. Bazija, sin  Šepa-lima

1885 pr. n. št. Šu-Ištar, sin Ikunuma  

1884 pr. n. št. Abija, sin Šu-Dagana

1883 pr. n. št. Salija, sin Šabakuranuma

1882 pr. n. št. Ibni-Adad, sin Bakkunuma

1881 pr. n. št. Aḫmarši, sin Malkum-išarja

1880 pr. n. št. Sukkalija, sin Minanuma

1879 pr. n. št. Iddin-Aššur, sin   Kubidija

1878 pr. n. št. Šudaja,  sin Ennanuma

1877 pr. n. št. Al-ṭab, sin Pilaḫ-Aššurja

1876 pr. n. št. Aššur-dammik, sin Abarsisuma

1875 pr. n. št. Puzur-Niraḫ, sin Puzur-Suena

1874 pr. n. št. Amur-Aššur, sin Karrije

1873 pr. n. št. Buzuzu,  sin  Ibbi-Suena

1872 pr. n. št. Šu-Ḫubur, sin Elalija

1871 pr. n. št. Ilšu-rabi, sin Bazije

1870 pr. n. št. Alaḫum, sin Inaḫ-ilija

1869 pr. n. št. Ṭab-Aššur, sin Suḫaruma

1868 pr. n. št. Elali,  sin Ikunuma

1867 pr. n. št. Iddin-abum,  sin Narbituma

1866 pr. n. št. Adad-bani,  sin Iddin-Aššurja

1865 pr. n. št. Aššur-iddin, sin Šulija